# Kościół Zwiastowania Najświętszej Maryi Panny w Boryszynie
Kościół pw. Zwiastowania Najświętszej Maryi Panny w Boryszynie – budowla barokowa we wsi Boryszyn, w powiecie świebodzińskim, w województwie lubuskim, będąca kościołem filialnym parafii św. Mikołaja w Kaławie.

## Historia
W średniowieczu templariusze lub joannici zbudowali w Boryszynie świątynię. Podczas Reformacji stał się w 1520 kościołem ewangelickim. W miejsce tej budowli wzniesiono w 1648 obecny kościół. W XVII wieku dobudowano do niego wieżę (1690) oraz wyposażono go w barokowy sprzęt. Budowlę remontano w latach 1709, 1711 i 1901.
Po II wojnie światowej jako kościół ewangelicki został przejęty przez katolików. 25 marca 1945 został poświęcony na potrzeby kultu katolickiego.
Obecnie jest kościołem filialnym parafii w Kaławie.

## Architektura
Budowlę zbudowano na planie prostokąta z drewna. Jest pokryta trójspadowym dachem. Od zachodu przylega go niej kwadratowa wieża z iglicą, od południa dwa przedsionki w konstrukcji szkieletowej, od północy murowana zakrystia i szkieletowa klatka schodowa. Dachy są pokryte blachą.

W 2. połowie XX wieku we wnętrzu kościoła: 

"usunięta została empora wschodnia, a ołtarz, który ją poprzedzał, został przesunięty do ściany prezbiterialnej. Z konstrukcji samego ołtarza usunięto kosz ambonowy. Pod koniec lat 60. lub na początku kolejnej dekady dokonano wymiany pokrycia dachowego (z łupka na blachę). Pokrycie dachowe wymieniono również 20 lat później. Przy tej okazji przeprowadzono konserwację elementów drewnianych, otynkowano wypełnienia konstrukcji szkieletowej przybudówek.".

## Galeria

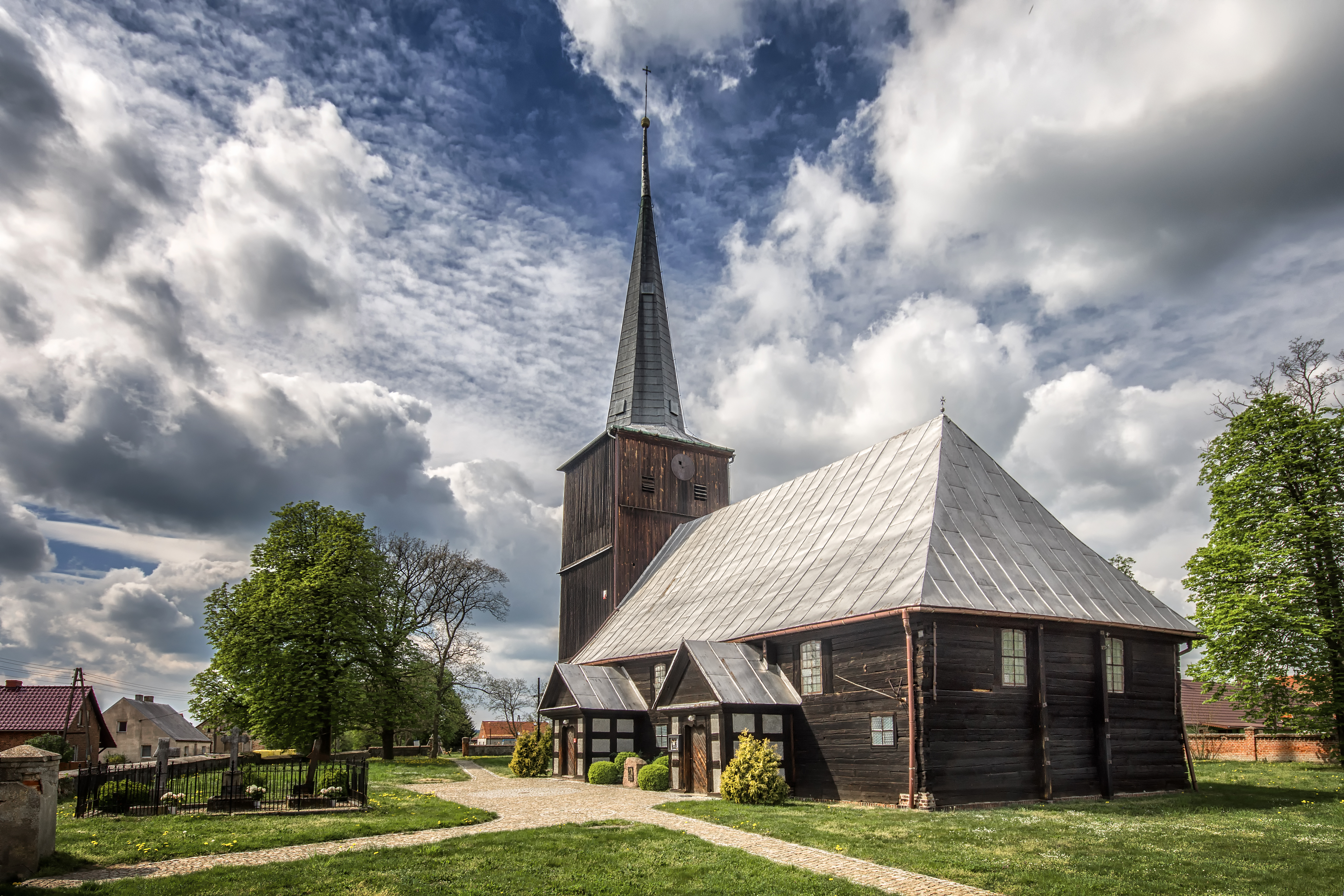
Widok od strony prezbiterium
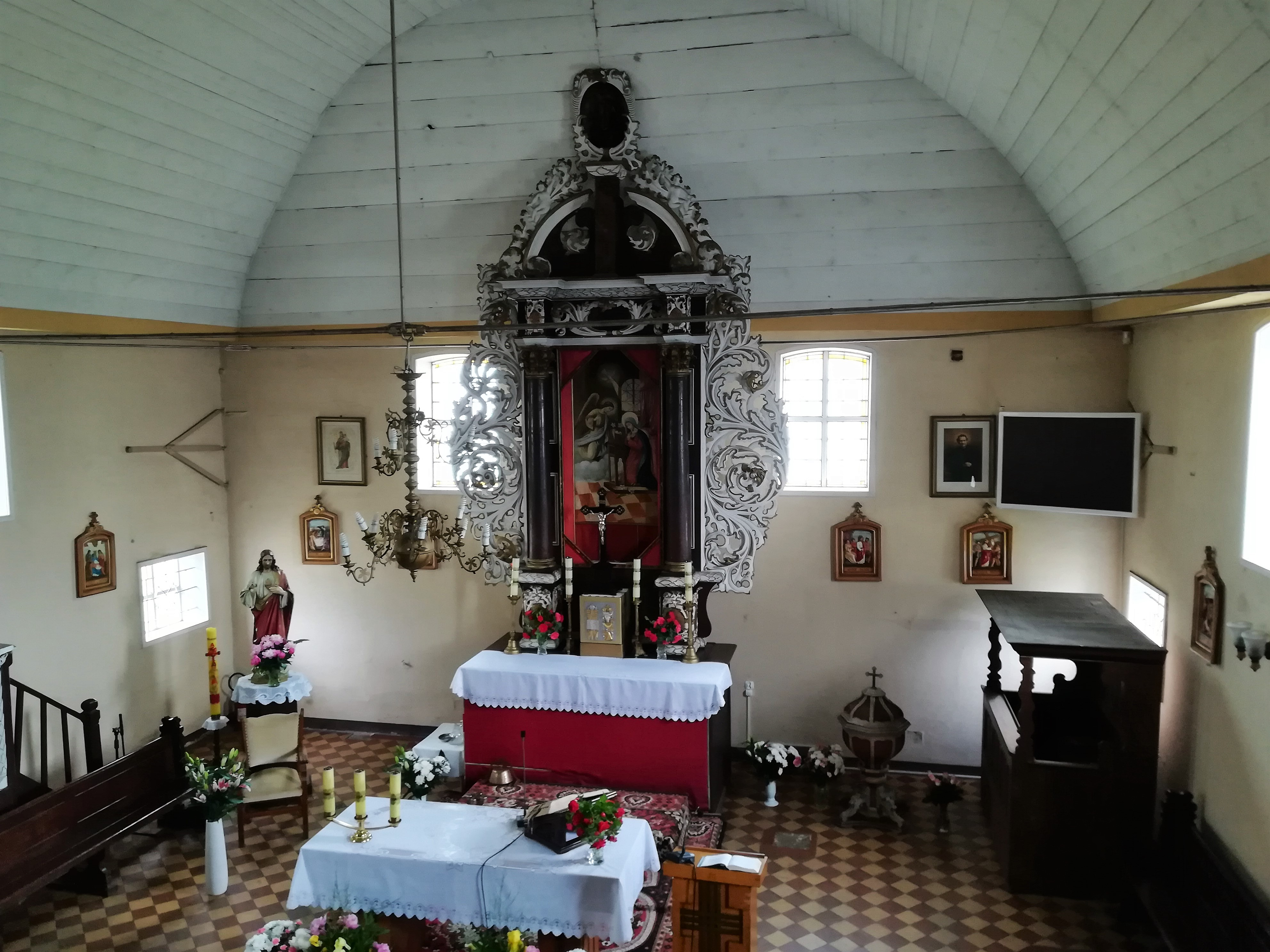
Wnętrze
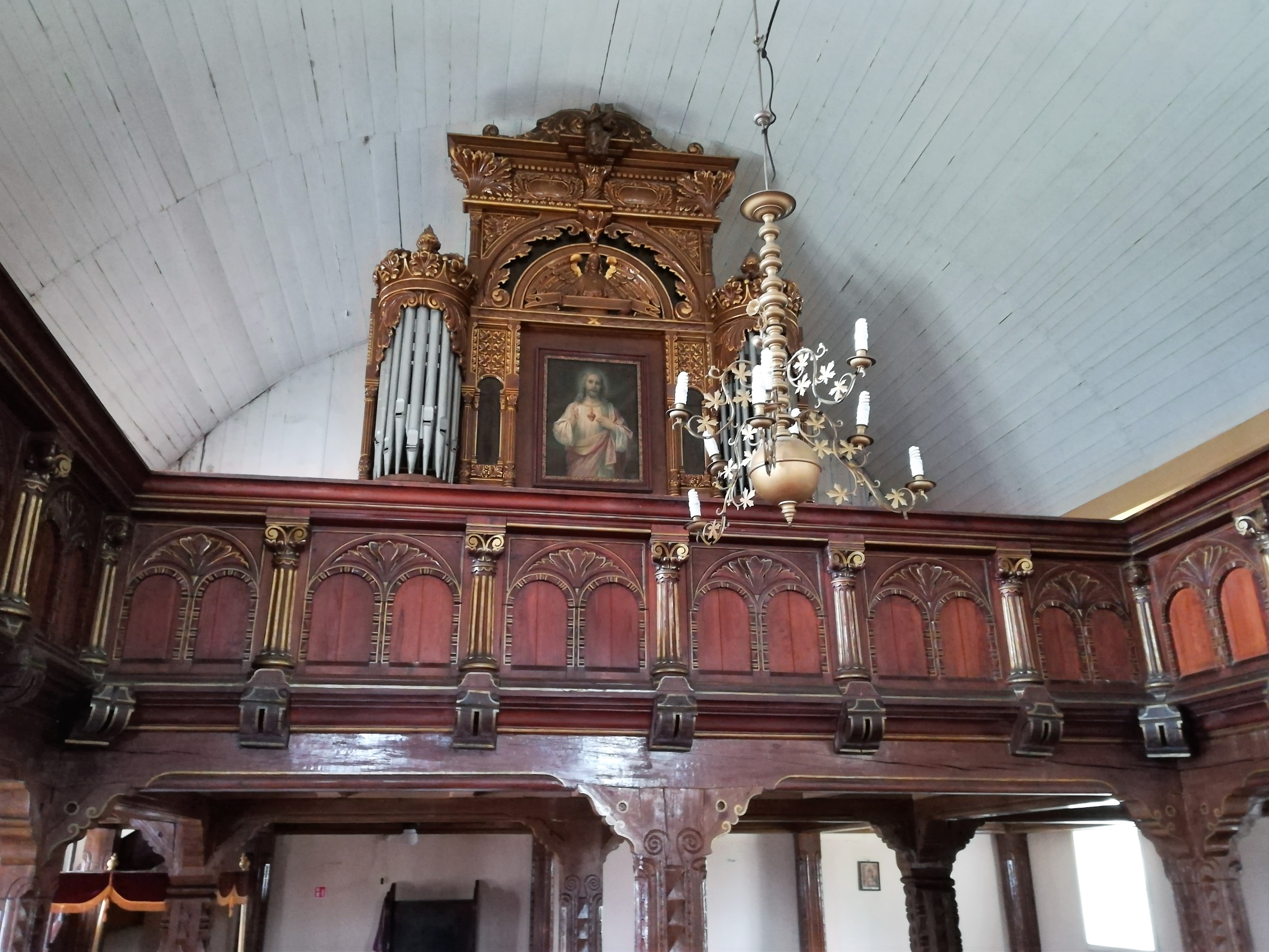
Balkon z organami